# Anubis
Anubis je u egipatskoj mitologiji bog balzamiranja s glavom šakala, kao i bog mrtvih i vladar podzemlja, sin Ozirisa i Neftis. Najstarije spominjanje Anubisa nalazi se na tekstovima piramida. Anubis je u egipatskom tekstu napisan kao Inpw (ili Anpu, Anupu, Inepu, Ienpw ili Yinepu), ali su Grci, radi teškog izgovora imena Inpw, boga preimenovali u Anubis.

## Opis i uloga
Anubis je prikazivan kao šakal ili čovjek s glavom šakala, katkad i u psećem liku. Bio je snažno povezan s grobljima u starom Egiptu jer je to bila životinja koja je prijetila oskvrnuću ljudskih tijela. Njegova je glava crna, što podsjeća na plodno tlo uz Nil, Kemet, potrebno za zemljoradnju, ali i za smrt. Anubis je opisan u pogrebnim kontekstima, gdje je prikazan kako posjećuje mumiju ili sjedi na grobu štiteći ju. U stvari, tijekom balzamiranja, svećenik je stavljao masku Anubisove glave. U Novom kraljevstvu pojavit će se pečati s Anubisovim likom. Zadaća Anubisa u podzemlju je vaganje srca, središta misli i osjećaja. 
Anubis je nezakoniti, izvanbračni sin Ozirisa i Neftis, kojeg je Izida odgojila i čuvala. Kad je Oziris ubijen, Anubis je napravio njegovu mumiju, koja je postala prva mumija. Anubis je od tada dočekivao duše i vodio ih do vage u Ozirisovoj sudnici. Rezultat bi bilježio Thoth, bog Mjeseca.
Izvorno, u Ogdoadi iz Hermopolisa, on je bog u podzemlju. Ima ženu, Anput, koja je opisana upravo ista, kao božica-šakal. Njegove su žene i Neheb Kau te Nehebka, božice koje se s toplom vodom i pročišćavanjem organa brinu za dušu pokojnika. Kebehet je njegova kći. Njegov otac je bio izvorno Ra u mnogim papirusima koji su pronađeni u piramidama te bi Anubis bio četvrti sin Ra. Ali u kasnijoj dobi, njegov otac je postao Oziris, a njegova majka Neftis, iako jedan mit tvrdi da Neftis spavala s Ozirisom prerušena u Izidu, a kad je vidjela svoje dijete, napustila ga je. Slijedeći sjedinjavanje Eneade i Ogdoade, kao rezultat sjedinjavanja Ra i Atuma, Anubis je postao manji bog u podzemlju, čime se sve više popularizira Oziris tijekom Srednjeg kraljevstva. Kad je legenda o Ozirisu i Izidi postala popularna, Ozirisovi organi su dani Anubisu na dar. Uz ovu vezu, Anubis je postao zaštitnik mumija i balzamiranja: tijekom pogrebnog obreda mumifikacije i balzamiranja ilustracije iz Knjige mrtvih često pokazuju svećenika kako nosi Anubisovu masku pred mumijom. Budući da je više povezan s vjerovanjima o vaganju srca nego Oziris, Anubis je zadržao ovaj aspekt i postao "čuvar smrti". Anubis je često opisan u izdanjima Knjiga mrtvih kao bog koji je obavljao mjerenje srca pokojnika i pera istine (Ma'at) u prisustvu Thotha (kao književnika, zapisuje rezultat) i Ozirisa (kao suca). Anubis je više štovan u Gornjem Egiptu. Prema jednoj verziji, Anubisov je otac Set, Neftisin muž, za kojeg se obično kaže da je crvenokos i neplodan.

## U grčkoj i rimskoj mitologiji
Grci su vjerovali da je Anubis jednak njihovom Hermesu, bogu trgovine. Hermanubis je bio štovan u Cynopolisu, "gradu pasa". Za Grke i Rimljane Hermanubis je bio bizarno i primitivno božanstvo jer je imao glavu šakala, a bio je štovan i kao Sirius u raju, i kao Kerber, troglavi pas u podzemlju.

## Vanjske poveznice
|  | Zajednički poslužitelj ima još gradiva o temi Anubis |